# サッカージョージア代表
サッカージョージア代表（サッカージョージアだいひょう、ジョージア語:საქართველოს ეროვნული საფეხბურთო ნაკრები）は、ジョージアサッカー連盟（GFF）によって構成される、ジョージアのサッカーのナショナルチームである。

## 概要
FIFAワールドカップ出場歴はない。UEFA欧州選手権の最高成績は2024年大会のベスト16。

## 歴史
ソ連時代の1990年に、当時のグルジア・ソビエト社会主義共和国が初めて代表チームを結成。グルジア（現ジョージア）の独立後にナショナルチームとなったが、FIFAワールドカップやUEFA欧州選手権といった主要大会に出場できない状況が続いた。
UEFA EURO 2020の予選ではプレーオフ決勝戦まで進出し、ここで北マケドニアに勝てば本選初出場が決まるところであったが、0-1で敗れた（この結果北マケドニアが初出場）。
UEFA EURO2024 予選では、グループA4位ながらもUEFAネーションズリーグ2022-23の成績（リーグCでグループ1位）によって、プレーオフ進出権を獲得。プレーオフではパスCに入り、準決勝でルクセンブルクを下すと、決勝ではEURO 2004王者であるギリシャにPK戦で勝利。8回目の挑戦で初めての本大会出場を勝ち取った。本大会ではトルコに敗れるも、チェコと引き分けて本大会初の勝点を獲得した。さらにポルトガル戦では2-0で大会初勝利を上げ、初出場ながら決勝トーナメント進出を果たした。ラウンドオブ16ではスペイン相手にオウンゴールで先制するも後半に攻勢を受け1-4で敗れた。

## 成績

### FIFAワールドカップ
| FIFAワールドカップ | FIFAワールドカップ | FIFAワールドカップ | FIFAワールドカップ | FIFAワールドカップ | FIFAワールドカップ | FIFAワールドカップ | FIFAワールドカップ |          |
| 開催年             | 結果               | 試合               | 勝利               | 引分               | 敗戦               | 得点               | 失点               |          |
| ------------------ | ------------------ | ------------------ | ------------------ | ------------------ | ------------------ | ------------------ | ------------------ | -------- |
| 1998               | 予選敗退           | 予選敗退           | 予選敗退           | 予選敗退           | 予選敗退           | 予選敗退           | 予選敗退           | 予選敗退 |
| 2002               | 予選敗退           | 予選敗退           | 予選敗退           | 予選敗退           | 予選敗退           | 予選敗退           | 予選敗退           | 予選敗退 |
| 2006               | 予選敗退           | 予選敗退           | 予選敗退           | 予選敗退           | 予選敗退           | 予選敗退           | 予選敗退           | 予選敗退 |
| 2010               | 予選敗退           | 予選敗退           | 予選敗退           | 予選敗退           | 予選敗退           | 予選敗退           | 予選敗退           | 予選敗退 |
| 2014               | 予選敗退           | 予選敗退           | 予選敗退           | 予選敗退           | 予選敗退           | 予選敗退           | 予選敗退           | 予選敗退 |
| 2018               | 予選敗退           | 予選敗退           | 予選敗退           | 予選敗退           | 予選敗退           | 予選敗退           | 予選敗退           | 予選敗退 |
| 2022               | 予選敗退           | 予選敗退           | 予選敗退           | 予選敗退           | 予選敗退           | 予選敗退           | 予選敗退           | 予選敗退 |
| 合計               | 0/22               | -                  | -                  | -                  | -                  | -                  | -                  |          |

### UEFA欧州選手権
- 1996 - 予選敗退
- 2000 - 予選敗退
- 2004 - 予選敗退
- 2008 - 予選敗退
- 2012 - 予選敗退
- 2016 - 予選敗退
- 2020 - 予選敗退
- 2024 - ベスト16

## 歴代監督
- ギヴィ・ノディア (1990)
- ギガ・ノラキーゼ (1991-1992)
- アレクサンドレ・チヴァーゼ (1993-1996)
- ヴラディミル・グツァエフ (1996, 暫定)
- ダヴィド・キピアニ (1997)
- ヴラディミル・グツァエフ (1998)
- ギグラ・イムナーゼ (1998, 暫定)
- ヴラディミル・グツァエフ (1998-1999)
- ヨハン・ボスカンプ (1999)
- ダヴィド・キピアニ /  レヴァズ・ゾーズアシヴィリ (2000-2001)
- アレクサンドレ・チヴァーゼ (2001-2003)
- イヴォ・シュシャク (2003)
- メラブ・ジョルダニア (2003)
- ゴチャ・トケブチャヴァ (2004, 暫定)
- アラン・ジレス (2004-2005)
- ガイオズ・ダルサーゼ (2005, 暫定)
- クラウス・トップメラー (2006-2008)
- ペタル・シェグルト (2008, 暫定)
- エクトル・クーペル (2008-2009)
- テムリ・ケツバイア (2010-2014)
- カハベル・ツハダーゼ (2014-2016)
- ヴラディミル・ヴァイス (2016-2020)
- ラマズ・スヴァナーゼ (2020-2021, 暫定)
- ウィリー・サニョル (2021-)

## 歴代選手

### GK
- ヌクリ・レヴィシュヴィリ
- ギオルギ・ママルダシュヴィリ
- ジョルジ・ロリア
- ギオルギ・マカリーゼ
- ラザレ・クパターゼ

### DF
- カハ・カラーゼ
- グラム・カシア
- ラシャ・サルクヴァーゼ
- ズラブ・ヒザニシヴィリ
- ダヴィト・ホチョラヴァ
- ルカ・ロホシュヴィリ
- ラシャ・ドヴァリ
- イラクリ・アザロヴィ
- グラム・ギオルヴェリーゼ
- オタル・カカボゼ

### MF
- テムリ・ケツバイア
- ジャノ・アナニーゼ
- レバン・ケニア
- レバン・コビアシビリ
- ダビド・ムジリ
- ギオルギ・チャクヴェタゼ
- ヴァレリ・カザイシュヴィリ
- ニカ・コヴェクヴェスキリ
- オタル・キテイシュヴィリ

### FW
- ショタ・アルベラーゼ
- ゲオルギ・デメトラーゼ
- ウラジーミル・ドバリシビリ
- オタール・マルツヴァラーゼ
- レヴァン・ムチェドリーゼ
- ギオルギ・メグレラーゼ
- ギオルギ・チャントゥリア
- フヴィチャ・クヴァラツヘリア
- トルニケ・オクリアシュヴィリ
- ズリコ・ダヴィタシュヴィリ
- ジョルジ・ツィタイシュヴィリ
- サバ・ロブジャニーゼ
- ジョルジュ・ミコータジュ
- ギオルギ・クヴィリタイア
- ダヴィド・ヴォルコヴィ
- ベカ・ミケルタゼ

## 歴代記録

### 出場数ランキング
2015年6月29日時点（太字は現役代表選手）
| 順位 | 選手                           | 期間      | 出場 | 得点 |
| ---- | ------------------------------ | --------- | ---- | ---- |
| 1    | レバン・コビアシビリ           | 1996-2011 | 100  | 12   |
| 2    | ズラブ・ヒザニシヴィリ         | 1999-2015 | 92   | 1    |
| 3    | カハ・カラーゼ                 | 1996-2011 | 83   | 1    |
| 4    | ジャバ・カンカヴァ             | 2004-     | 75   | 7    |
| 5    | ギオルギ・ネムサーゼ           | 1992-2004 | 69   | 0    |
| 6    | アレクサンドル・イアシュヴィリ | 1998-2011 | 67   | 15   |
| 7    | グラム・カシア                 | 2009-     | 66   | 2    |
| 8    | ゴチャ・ジャマラウリ           | 1994-2004 | 62   | 6    |
| 9    | ショタ・アルベラーゼ           | 1997-2007 | 61   | 26   |
| 10   | ダヴィト・クヴィルクヴェリア   | 2003-     | 59   | 0    |

### 得点数ランキング
2015年6月29日時点（太字は現役代表選手）
| 順位 | 選手                           | 期間      | 得点 | 出場 |
| ---- | ------------------------------ | --------- | ---- | ---- |
| 1    | ショタ・アルベラーゼ           | 1990-2007 | 26   | 61   |
| 2    | テムリ・ケツバイア             | 1991-2002 | 18   | 50   |
| 3    | アレクサンドル・イアシュヴィリ | 1998-2011 | 15   | 67   |
| 4    | ゲオルギ・デメトラーゼ         | 1996-2007 | 12   | 56   |
| 4    | レバン・コビアシビリ           | 1996-2011 | 12   | 100  |
| 6    | ミヘイル・カヴェラシュヴィリ   | 1994-2002 | 9    | 45   |
| 6    | トルニケ・オクリアシュヴィリ   | 2010-     | 9    | 34   |
| 8    | ゲオルギ・キンクラーゼ         | 1991-2005 | 8    | 54   |
| 8    | ヴァレリ・カザイシュヴィリ     | 2014-     | 8    | 35   |
| 8    | ダヴィド・シラーゼ             | 2004-2011 | 8    | 24   |